# 顶峰带
顶峰带(acme zone)、富集带或峰值区，是生物地层学中指特定化石分类单元达到更高丰度水平的局地化石带区域。
 

## 另请查看
- 生物带